# 莫尔格伦德
莫尔格伦德（德語：Moorgrund，發音：[ˈmoːɐ̯ˌɡʁʊnt]）是德国图林根州瓦特堡县曾经的一个市镇，面积53.52平方千米，2019年9月30日人口为3,369人。2020年12月1日，莫尔格伦德并入市镇巴特萨尔聪根。